# Меден сулфат
Медният сулфат е сулфат на медта. Химичната формула на медния сулфат е CuSO4. В сухо състояние е бял прах без мирис, силно хигроскопичен, а поемайки вода образува пентахидрат – CuSO4·5H2O с характерен син цвят и тривиално название син камък.
Използва се в басейните и в градинарството за защита от плесен и гъбички (бидейки фунгицид).

## Физични свойства
CuSO4 е разтворим във вода (H2O) и етанол (C2H5OH). Представлява прахообразно вещество или кристали със син цвят.
Дисоциира се на медни катиони и сулфатни аниони:
{\displaystyle {\ce {CuSO4-> Cu^2+ + SO_4^2-}}}

## Химични свойства
Взаимодейства с:
- основа:
{\displaystyle {\ce {CuSO4 + 2NaOH-> Na2SO4 + Cu(OH)2 v}}}
- киселина:
{\displaystyle {\ce {CuSO4 + 2HCl-> CuCl2 + H2SO4}}}
- метал:
{\displaystyle {\ce {CuSO4 + Fe-> FeSO4 + Cu v}}}